# Laoyanji
Laoyanji (kinesiska: 老颜集, 老颜集乡) är en socken i Kina. Den ligger i provinsen Henan, i den centrala delen av landet, omkring 160 kilometer öster om provinshuvudstaden Zhengzhou. Antalet invånare är 30 214. Befolkningen består av 15 814 kvinnor och 14 400 män. Barn under 15 år utgör 25,0 %, vuxna 15-64 år 66 %, och äldre över 65 år 8,0 %.
Genomsnittlig årsnederbörd är 744 millimeter. Den regnigaste månaden är juli, med i genomsnitt 184 mm nederbörd, och den torraste är januari, med 5 mm nederbörd.